# Vélo Club amateur de Saint-Quentin
 (juillet 2014).
Si vous disposez d'ouvrages ou d'articles de référence ou si vous connaissez des sites web de qualité traitant du thème abordé ici, merci de compléter l'article en donnant les références utiles à sa vérifiabilité et en les liant à la section « Notes et références ».
Le Vélo Club amateur de Saint-Quentin (VC amateur Saint-Quentin) est un club de cyclisme basé à Saint-Quentin, dans le département de l'Aisne en France. Il fait partie de la Division nationale 2 de la Fédération française de cyclisme en cyclisme sur route. Le VC amateur Saint-Quentin a aussi une équipe cadet et junior en centre de formation au lycée Condorcet.

## Saisons précédentes

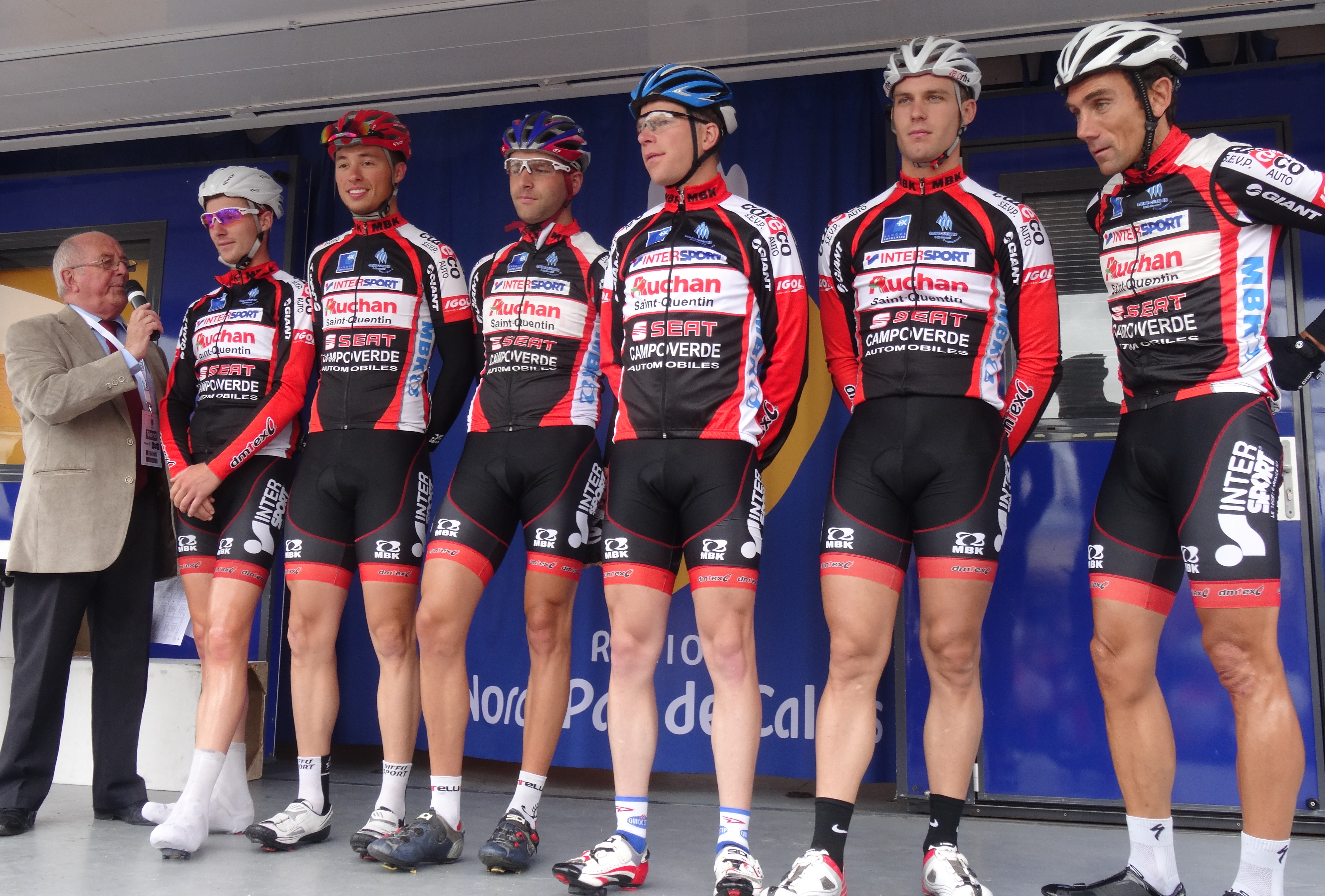
Six coureurs de l'équipe lors de la Ronde pévéloise 2014.

Quelques coureurs
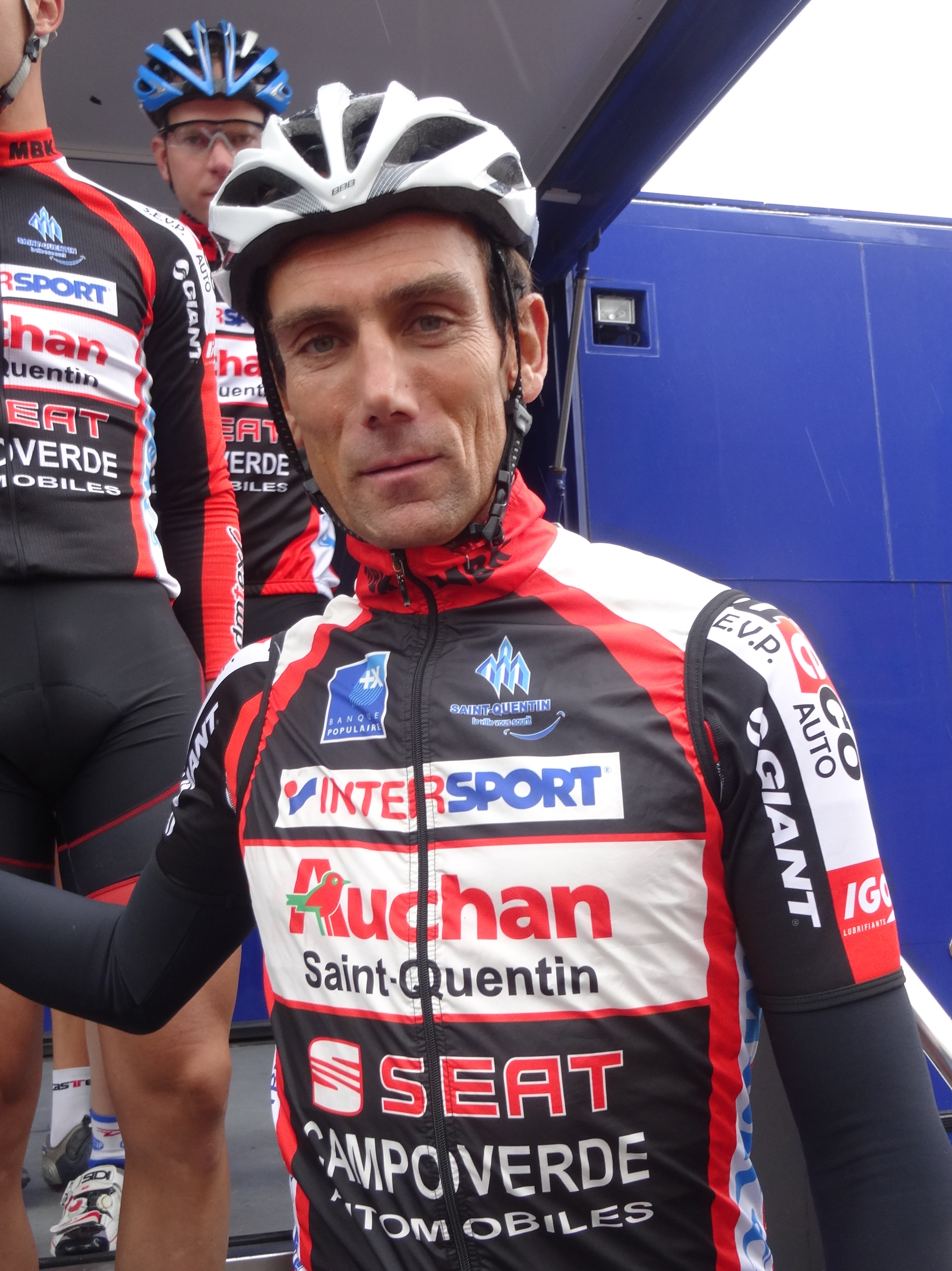
Fabrice Debrabant.
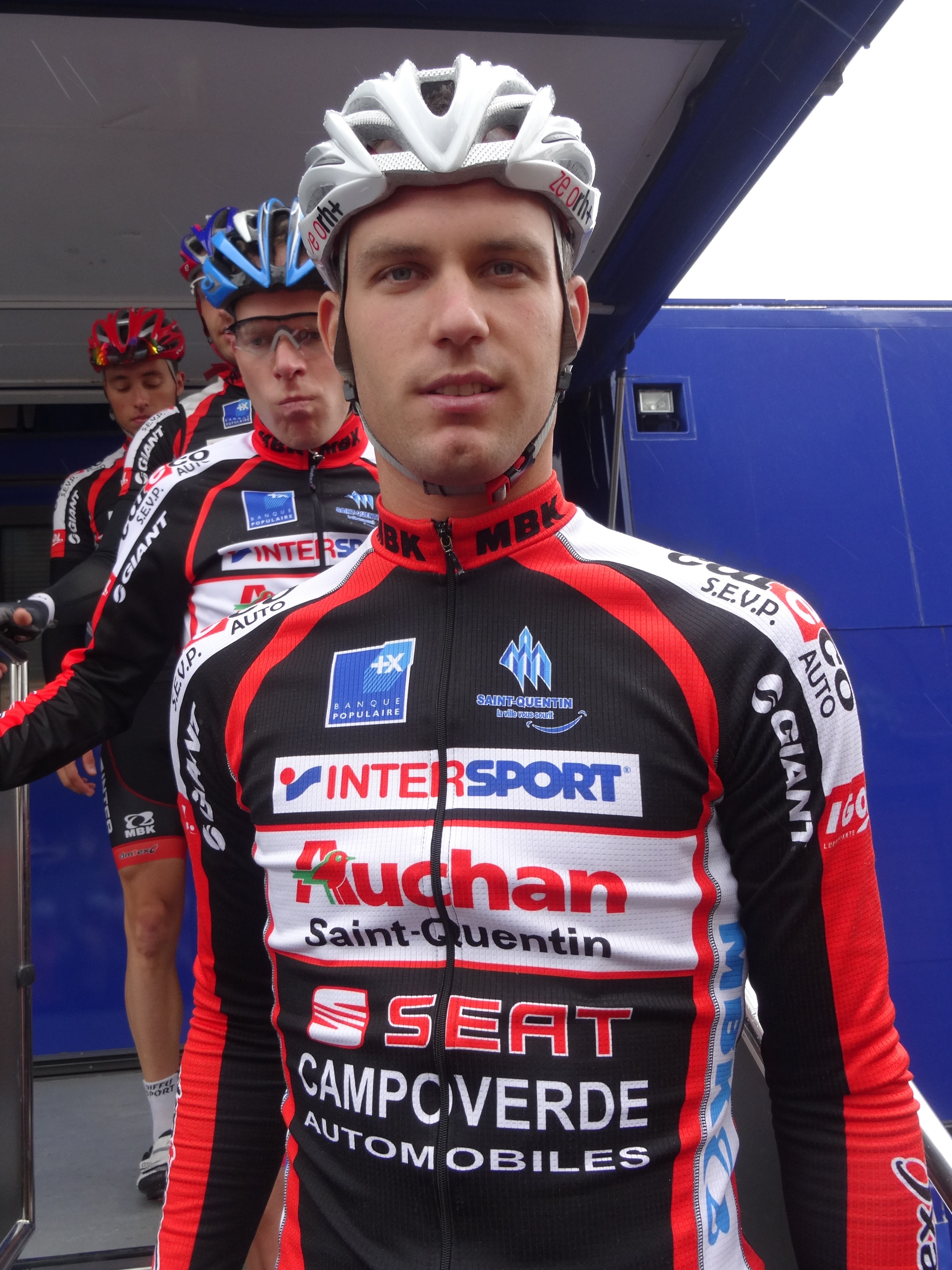
Nicolas Bertuille.
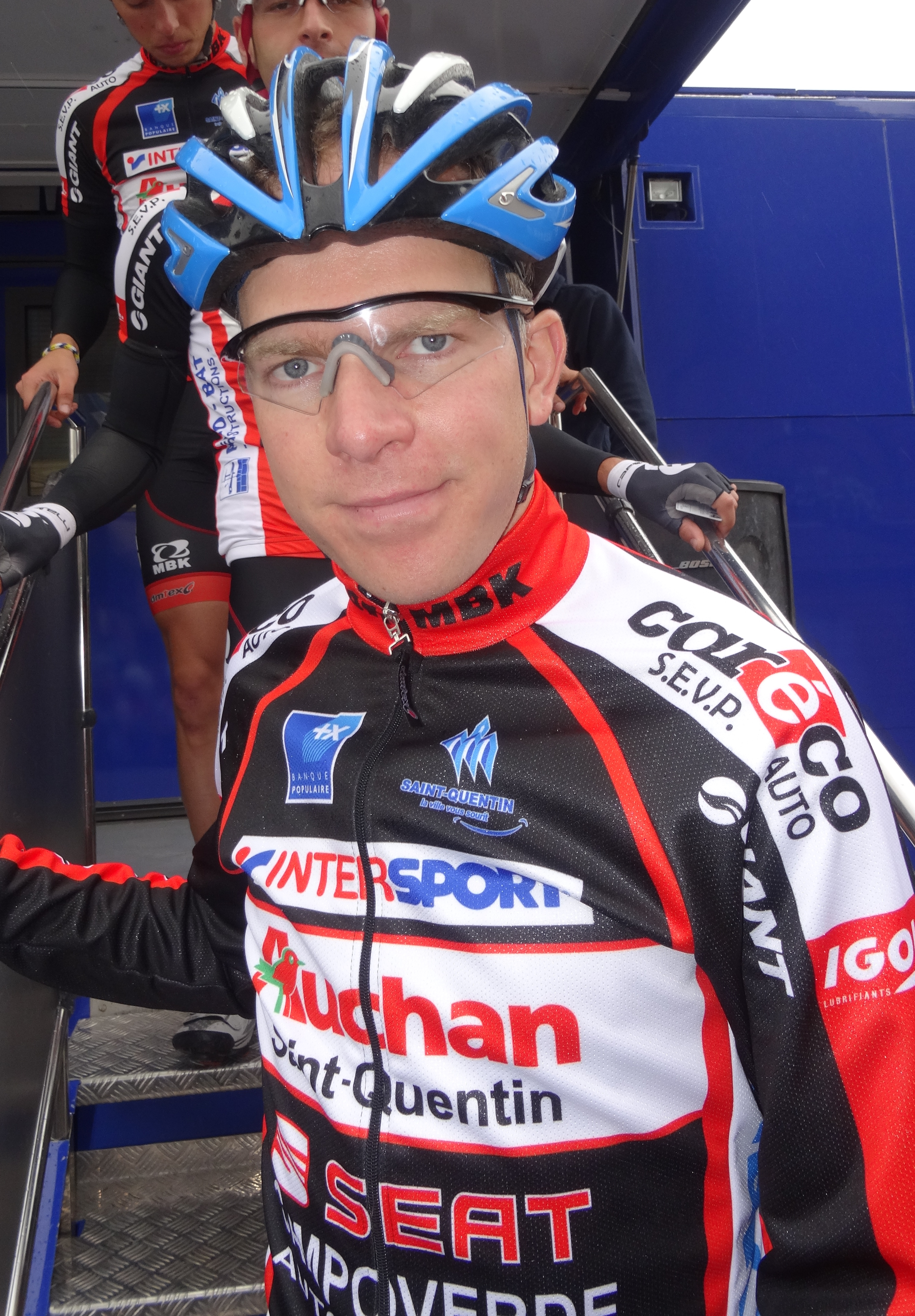
Michaël Welvaert.
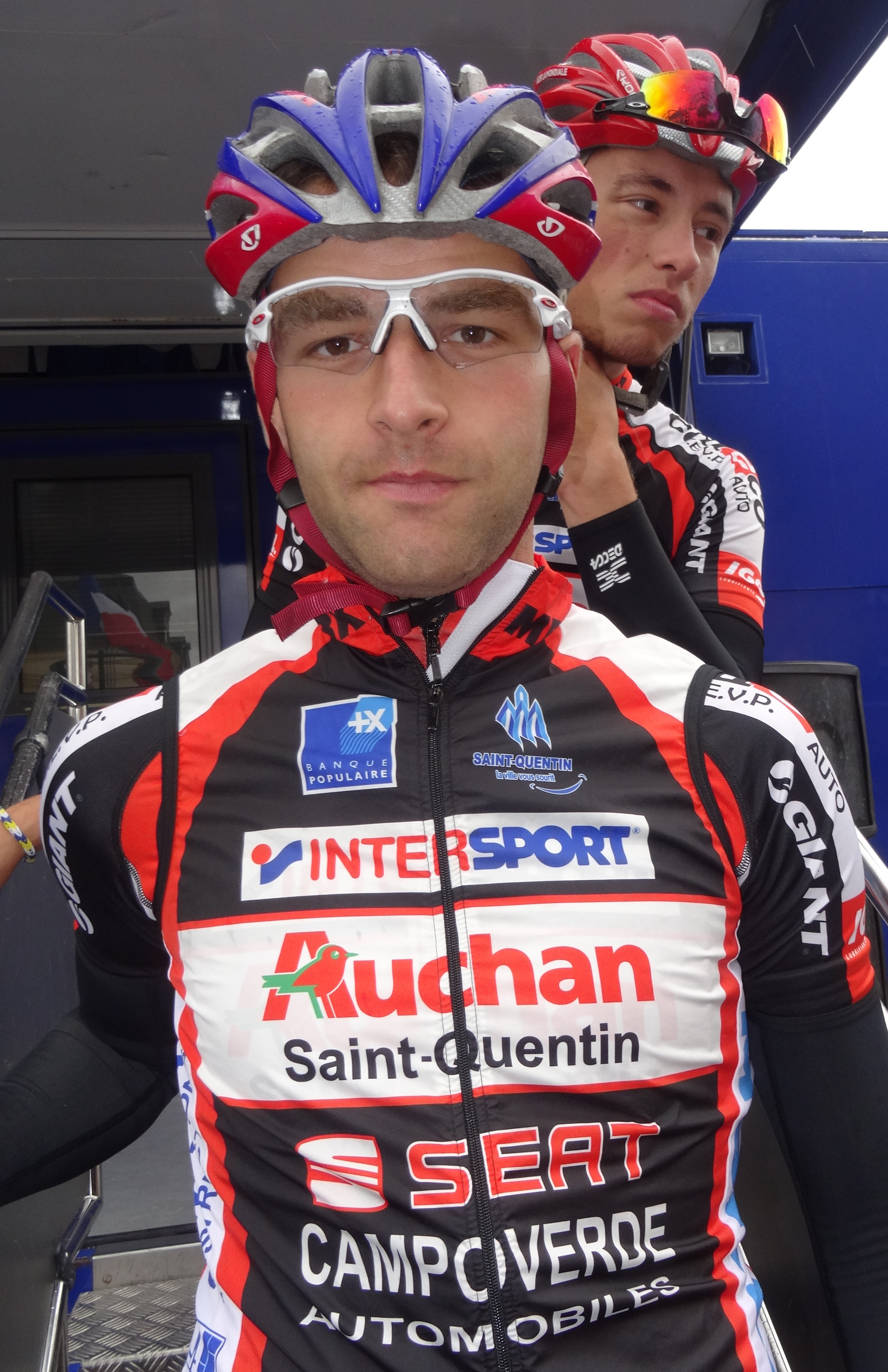
Quentin Tanis.
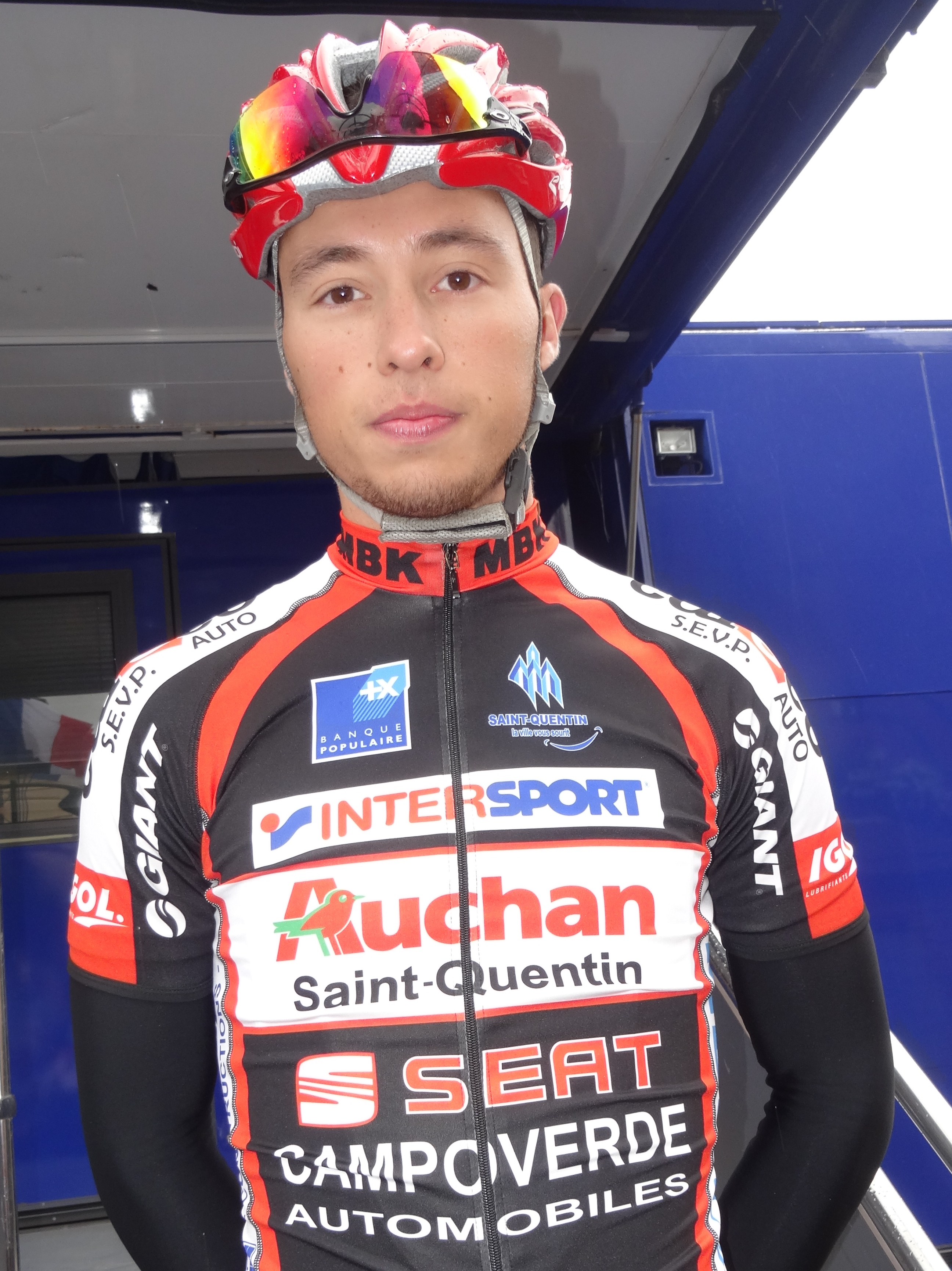
Joris Cornet.
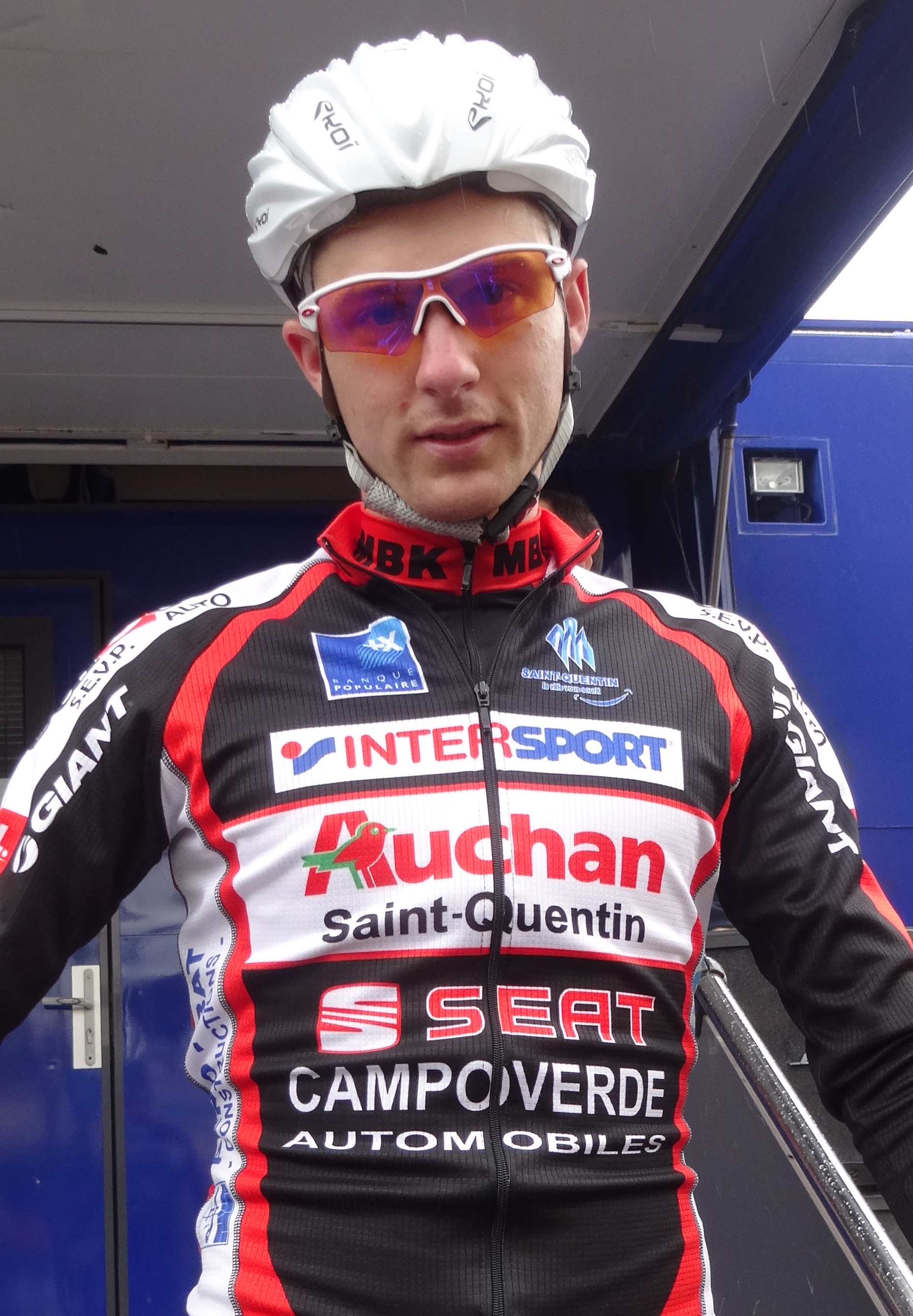
Alexandre Baillet.

## VC amateur Saint-Quentin en 2017
| Cycliste           | Date de naissance | Nationalité | Équipe 2016                        |  |
| ------------------ | ----------------- | ----------- | ---------------------------------- |  |
| Alexis Bodiot      | 3 mai 1988        | France      | Armée de Terre                     |  |
| Florent Breye      | 4 juillet 1994    | France      | VCA Saint-Quentin                  |  |
| Clément Couvez     | 10 avril 1994     | France      | VCA Saint-Quentin                  |  |
| Fabrice Ferat      | 23 août 1970      | France      | UV Pinon Anizy                     |  |
| Alexandre Gratiot  | 13 février 1989   | France      | Team Peltrax                       |  |
| Pascal Le Roux     | 14 novembre 1990  | France      | EC Abbevilloise                    |  |
| Alexis Martin      | 27 novembre 1993  | France      | CC Villeneuve Saint-Germain        |  |
| Vincent Pastot     | 23 juin 1998      | France      | CC Villeneuve Saint-Germain Junior |  |
| Johan Paque        | 1er mai 1990      | France      | VCA Saint-Quentin                  |  |
| Nicolas Pelleriaux | 25 mai 1982       | France      | EC Raismes Petite-Forêt            |  |
| Anthony Pinaud     | 17 octobre 1996   | France      | ESEG Douai-Origine Cycles          |  |
| Benoît Poullain    | 16 octobre 1995   | France      | VCA Saint-Quentin                  |  |

### Victoires
Aucune victoire UCI.

## Anciens coureurs
| - Quentin Tanis - Fabrice Debrabant - Joris Cornet |